# 유리 보가티리오브
유리 보가티리오브(Юрий Георгиевич Богатырёв, 1947년 3월 2일 ~ 1989년 2월 2일)는 소련의 배우이다.
리가에서 태어났으며 모스크바에서 사망하였다. 사인은 심근 경색이다. 

## 영화
- 검은 눈동자 (1987년)
- 가족(영어판) (1981년)
- 오블로모프의 생애 (1979년)
- 피아노를 위한 미완성 희곡 (1977년)
- 이방인중의 친구, 친구들중의 이방인 (1974년)